# SM-veckan 2014 (vinter)
SM-veckan vinter 2014 avgjordes i Umeå och var den femte vinterupplagan av SM-veckan. Tävlingarna arrangerandes av Riksidrottsförbundet (RF), Sveriges Television (SVT) och Umeå kommun. Detta var första gången Umeå arrangerade SM-veckan. Det var också den nordligaste platsen SM-veckan arrangerats på. Umeå var under 2014 europeisk kulturhuvudstad, och SM-veckan var en del av arrangemanget. 

## Sporter
| - Curling - Danssport - Jujutsu - Luftgevär - Längdskidor - Muay Thai - Rally (sprint) - Rullstolsinnebandy | - Skidorientering - Skidalpinism - Skotercross - Softboll - Sportrodel - Squash - Styrkelyft - Viltmålsskytte - X-Trial |

## Resultat

### Curling[2]
| Gren   | Guld | Guld | Silver                            | Silver                            | Brons                                           | Brons                                           |
| ------ | --- | --- | --------------------------------- | --------------------------------- | ----------------------------------------------- | ----------------------------------------------- |
| Damer  | Sundbyberg CK Hasselborg Lagmedlemmar: Anna Hasselborg, Karin Rudström, Agnes Knochenhauer, Zandra Flyg   | Sundbyberg CK Hasselborg Lagmedlemmar: Anna Hasselborg, Karin Rudström, Agnes Knochenhauer, Zandra Flyg   | IK Fyris Donald Davies & Partners | IK Fyris Donald Davies & Partners | CK Granit-Gävle Team Celebra                    | CK Granit-Gävle Team Celebra                    |
| Herrar | Lit CC Eriksson Lagmedlemmar: Oskar Eriksson, Kristian Lindström, Chistoffer Sundgren och Markus Eriksson | Lit CC Eriksson Lagmedlemmar: Oskar Eriksson, Kristian Lindström, Chistoffer Sundgren och Markus Eriksson | Skellefteå CK Eskilsson           | Skellefteå CK Eskilsson           | Härnösand CK First Hotels & Skellefteå CK Melin | Härnösand CK First Hotels & Skellefteå CK Melin |

### Jujutsu[3]
| Gren         | Guld                                                                     | Guld                                                                     | Silver                                     | Silver                                     | Brons                                                                   | Brons                                                                   |
| ------------ | ------------------------------------------------------------------------ | ------------------------------------------------------------------------ | ------------------------------------------ | ------------------------------------------ | ----------------------------------------------------------------------- | ----------------------------------------------------------------------- |
| 55 kg herrar | Tove Widén Göteborgs Ju-jutsuklubb                                       | Tove Widén Göteborgs Ju-jutsuklubb                                       | Nora Ängebrant Örnsköldsviks Ju-jutsuklubb | Nora Ängebrant Örnsköldsviks Ju-jutsuklubb | Emilie Ramqvist SKIFT (Sollentuna Kampidrottsförening & träningscenter) | Emilie Ramqvist SKIFT (Sollentuna Kampidrottsförening & träningscenter) |
| 62 kg herrar | Karl Dahlgren IKSU (Umeå)                                                | Karl Dahlgren IKSU (Umeå)                                                | Emil Johansson Växjö Ju-jutsuklubb         | Emil Johansson Växjö Ju-jutsuklubb         | Patrik Andert Eskilstuna Budoklubb                                      | Patrik Andert Eskilstuna Budoklubb                                      |
| 62 kg herrar | Sara Widgren Nacka Dojo IF                                               | Sara Widgren Nacka Dojo IF                                               | Malin Lundström IKSU (Umeå)                | Malin Lundström IKSU (Umeå)                |                                                                         |                                                                         |
| 69 kg herrar | Patrik Fondin Dynamix Herrljunga Förening                                | Patrik Fondin Dynamix Herrljunga Förening                                | Adam Billger Budoklubben Shindo            | Adam Billger Budoklubben Shindo            | Karl Dahlgren IKSU (Umeå)                                               | Karl Dahlgren IKSU (Umeå)                                               |
| 70 kg damer  | Johanna Sand Nacka Dojo IF                                               | Johanna Sand Nacka Dojo IF                                               | Jennifer Ulfves Köping Martial Arts Club   | Jennifer Ulfves Köping Martial Arts Club   |                                                                         |                                                                         |
| 77 kg herrar | Fredrik Widgren Nacka Dojo IF                                            | Fredrik Widgren Nacka Dojo IF                                            | Erik Tehler Nacka Dojo IF                  | Erik Tehler Nacka Dojo IF                  |                                                                         |                                                                         |
| 85 kg herrar | Anton Villberg Nacka Dojo IF                                             | Anton Villberg Nacka Dojo IF                                             | William Seth-Wenzel Nacka Dojo IF          | William Seth-Wenzel Nacka Dojo IF          |                                                                         |                                                                         |
| 94 kg herrar | Erik Fredriksson SKIFT (Sollentuna Kampidrottsförening & träningscenter) | Erik Fredriksson SKIFT (Sollentuna Kampidrottsförening & träningscenter) | Lars Karlsson Linköpings Budoklubb         | Lars Karlsson Linköpings Budoklubb         | Thomas Gustavsson Växjö Ju-jutsuklubb                                   | Thomas Gustavsson Växjö Ju-jutsuklubb                                   |

### Längdskidor
| Gren                      | Guld                                    | Guld                                    | Silver                         | Silver                         | Brons                             | Brons                             |
| ------------------------- | --------------------------------------- | --------------------------------------- | ------------------------------ | ------------------------------ | --------------------------------- | --------------------------------- |
| Damernas sprint           | Hanna Falk Ulricehamns IF               | Hanna Falk Ulricehamns IF               | Magdalena Pajala Piteå Elit SK | Magdalena Pajala Piteå Elit SK | Mia Eriksson Piteå Elit SK        | Mia Eriksson Piteå Elit SK        |
| Herrarnas sprint          | Teodor Peterson Åsarna IK               | Teodor Peterson Åsarna IK               | Jens Eriksson Dala-Floda IF    | Jens Eriksson Dala-Floda IF    | Simon Persson IFK Umeå            | Simon Persson IFK Umeå            |
| Damernas stafett 3x5 km   | Piteå Elit SK Lag 1                     | Piteå Elit SK Lag 1                     | IFK Mora SK Lag 1              | IFK Mora SK Lag 1              | Falun-Borlänge SK                 | Falun-Borlänge SK                 |
| Herrarnas stafett 3x10 km | IFK Mora SK Lag 1                       | IFK Mora SK Lag 1                       | Falun-Borlänge Lag 1           | Falun-Borlänge Lag 1           | Piteå Elit SK Lag 1               | Piteå Elit SK Lag 1               |
| Damernas 10km             | Charlotte Kalla Piteå Elit SK           | Charlotte Kalla Piteå Elit SK           | Sofia Bleckur IFK Mora SK      | Sofia Bleckur IFK Mora SK      | Magdalena Pajala Piteå Elit SK    | Magdalena Pajala Piteå Elit SK    |
| Herrarnas 15km            | Marcus Hellner Gällivare Skidallians IK | Marcus Hellner Gällivare Skidallians IK | Lars Nelson Åsarna IK          | Lars Nelson Åsarna IK          | Emil Jönsson IFK Mora SK          | Emil Jönsson IFK Mora SK          |
| Herrarnas skiathlon 30km  | Marcus Hellner Gällivare Skidallians IK | Marcus Hellner Gällivare Skidallians IK | Lars Nelson Åsarna IK          | Lars Nelson Åsarna IK          | Daniel Richardsson Hudiksvalls IF | Daniel Richardsson Hudiksvalls IF |
| Damernas skiathlon 15km   | Charlotte Kalla Piteå Elit SK           | Charlotte Kalla Piteå Elit SK           | Maria Rydqvist Älvdalens IF SK | Maria Rydqvist Älvdalens IF SK | Sofia Bleckur IFK Mora SK         | Sofia Bleckur IFK Mora SK         |

### Muay Thai (thaiboxning)[4]
| 48 kg damer    | My Leifsdotter 5-Star Muay Thai                    | My Leifsdotter 5-Star Muay Thai                    | Bianca Antman Sweden Top Team            | Bianca Antman Sweden Top Team            |
| 51 kg damer    | Johanna Rydberg Helsingborg Muay Thai IF           | Johanna Rydberg Helsingborg Muay Thai IF           | Pållan Carlsson Slagskeppet Muay Thai    | Pållan Carlsson Slagskeppet Muay Thai    |
| 54 kg herrar   | Ahmed Ben Aicha Karlstad Muay Thai IF              | Ahmed Ben Aicha Karlstad Muay Thai IF              | Daniel Fredriksson Halmstad Muay Thai    | Daniel Fredriksson Halmstad Muay Thai    |
| 54 kg damer    | Sofia Olofsson Slagskeppet Muay Thai               | Sofia Olofsson Slagskeppet Muay Thai               | Jessica Lukashina Rinkeby Muay Thai      | Jessica Lukashina Rinkeby Muay Thai      |
| 57 kg herrar   | Robin Pettersson Helsingborg Muay Thai IF          | Robin Pettersson Helsingborg Muay Thai IF          | Harem Gulani Renyi Umeå                  | Harem Gulani Renyi Umeå                  |
| 57 kg damer    | Madeleine Vall Haga Kamsportförening               | Madeleine Vall Haga Kamsportförening               | Josefin Olsson Hudik Muay Thai IF        | Josefin Olsson Hudik Muay Thai IF        |
| 60 kg herrar   | Hamza Bougazma Rinkeby Muay Thai                   | Hamza Bougazma Rinkeby Muay Thai                   | Raafat Al-Maliki Malmö Muay Thai IF      | Raafat Al-Maliki Malmö Muay Thai IF      |
| 60 kg damer    | Sabina Landen Mårtensson Helsingborgs Muay Thai IF | Sabina Landen Mårtensson Helsingborgs Muay Thai IF | Linnea Larsson Fightcamp Warberg         | Linnea Larsson Fightcamp Warberg         |
| 63,5 kg herrar | Johan Lindqvist OneChai Muaythai                   | Johan Lindqvist OneChai Muaythai                   | Jonas Berglund Drakstadens Muay Thai IF  | Jonas Berglund Drakstadens Muay Thai IF  |
| 63,5 kg damer  | Erika Björnestad Malmö Muay Thai IF                | Erika Björnestad Malmö Muay Thai IF                | Sandra Bengtsson Malmö Muay Thai IF      | Sandra Bengtsson Malmö Muay Thai IF      |
| 67 kg herrar   | Rasmus Sundbergi OneChai Muaythai                  | Rasmus Sundbergi OneChai Muaythai                  | Antonis Vassiliou Stockholm Muay Thai    | Antonis Vassiliou Stockholm Muay Thai    |
| 67 kg damer    | Jennifer Österlin Fighter Muay Thai                | Jennifer Österlin Fighter Muay Thai                | Therese Sjöholm Halmstad Muay Thai       | Therese Sjöholm Halmstad Muay Thai       |
| 71 kg herrar   | Max Ramqvist Slagskeppet Muay Thai                 | Max Ramqvist Slagskeppet Muay Thai                 | Danosch Zahedi Helsingborgs Muay Thai IF | Danosch Zahedi Helsingborgs Muay Thai IF |
| 75 kg herrar   | Alex T. Harris Fighter Muay Thai                   | Alex T. Harris Fighter Muay Thai                   | Otman Boujard Gbg MMA                    | Otman Boujard Gbg MMA                    |
| 81 kg herrar   | Youssef Issa Fighter Muay Thai                     | Youssef Issa Fighter Muay Thai                     | Patrik Lyzell Malmö Muay Thai IF         | Patrik Lyzell Malmö Muay Thai IF         |
| 91 kg herrar   | Sebastian Karlström Hudik Muay Thai IF             | Sebastian Karlström Hudik Muay Thai IF             | Rodé Tapaila Sweden Top Team             | Rodé Tapaila Sweden Top Team             |
| +91 kg herrar  | Simon Ogolla VBC                                   | Simon Ogolla VBC                                   | James Daffeh Slagskeppet Muay Thai       | James Daffeh Slagskeppet Muay Thai       |

### Rullstolsinnebandy[5]
| Rullstolsinnebandy SM 2014 | GRIF Invalidos (Göteborg) | GRIF Invalidos (Göteborg) | Eskilstuna | Eskilstuna |

### Skidorientering[6]
På grund av snöbrist flyttades denna gren från SM-veckans arrangörer i Umeå till Boden.
| Gren   | Guld                           | Guld                           | Silver                          | Silver                          | Brons                         | Brons                         |
| ------ | ------------------------------ | ------------------------------ | ------------------------------- | ------------------------------- | ----------------------------- | ----------------------------- |
| Damer  | Josefine Engström Alfta-Ösa OK | Josefine Engström Alfta-Ösa OK | Tove Alexandersson Alfta-Ösa OK | Tove Alexandersson Alfta-Ösa OK | Magdalena Olsson IFK Moras OK | Magdalena Olsson IFK Moras OK |
| Herrar | Erik Rost Alfta-Ösa OK         | Erik Rost Alfta-Ösa OK         | Erik Blomgren Umeå OK           | Erik Blomgren Umeå OK           | Andreas Holmberg IFK Moras OK | Andreas Holmberg IFK Moras OK |

### Skotercross
| Gren              | Guld                                  | Guld                                  | Silver                     | Silver                     | Brons                         | Brons                         |
| ----------------- | ------------------------------------- | ------------------------------------- | -------------------------- | -------------------------- | ----------------------------- | ----------------------------- |
| SM i stadioncross | Marcus Ogemar-Hellgren Östersunds SSK | Marcus Ogemar-Hellgren Östersunds SSK | David Reponen Storumans SK | David Reponen Storumans SK | Johan Erkisson Team Walles MK | Johan Erkisson Team Walles MK |

### Softball[7]
| Gren             | Guld  | Guld  | Silver | Silver | Brons    | Brons    |
| ---------------- | ----- | ----- | ------ | ------ | -------- | -------- |
| Softball SM 2104 | Söder | Söder | Skövde | Skövde | Enköping | Enköping |